# Attendorn-Land

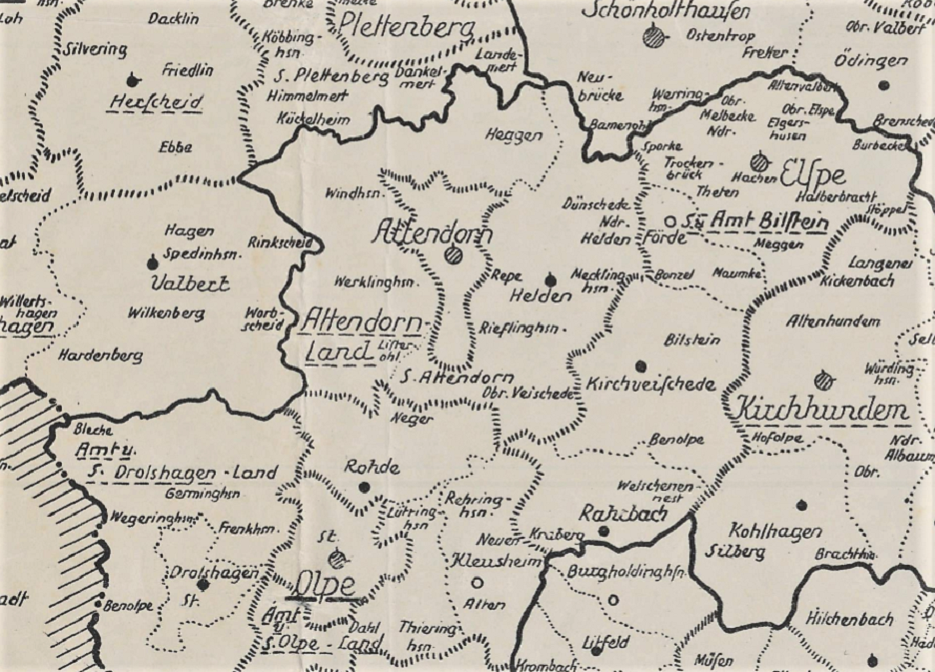
Stadt Attendorn und Gemeinde Attendorn-Land um 1930

Die Gemeinde Attendorn-Land entstand 1819 aus dem vormaligen Schultheißenbezirk Attendorn. Sie bestand bis zu ihrer Auflösung im Jahr 1969.

## Umfang
Zur Gemeinde Attendorn-Land gehörten die ländlichen Siedlungen rund um die Stadt Attendorn. 1819 bestand sie aus 36 Wohnplätzen. Die Gemeinde war Teil des späteren Amtes Attendorn. Die Stadt Attendorn selbst gehörte zu diesem Amt, nicht jedoch zur gleichnamigen Gemeinde.

## Geschichte
1819 wurde die Gemeinde Attendorn-Land aus dem Schultheißenbezirk Attendorn gebildet. Im Jahr 1961 hatte sie bei einer Größe von 66,47 Quadratkilometern 7906 Einwohner.
Am 1. Juli 1969 wurde die Gemeinde durch das Gesetz zur Neugliederung des Landkreises Olpe aufgelöst. Der Großteil ging auf die neu gebildete Stadt Attendorn über, der Bereich Heggen ging an Finnentrop.